# مركز حدود العمري
مركز حدود العمري هو واحد من ثلاثة معابر حدودية للأردن مع السعودية. تم افتتاحه رسميا عام 1979، ويقع في بلدة العمري في محافظة الزرقاء الأردنية، ويقابله في الجانب السعودي «منفذ الحديثة» الواقع ضمن مركز الحديثة في منطقة الجوف.

## تاريخ
بوشر العمل في المركز عام 1976 حيث كانت قيادة البادية وحرس الحدود ومن خلال مخفر بادية العمري تتولى عملية تسجيل القادمين والمغادرين من وإلى المملكتين. عام 1977 أسس فرع جوازات العمري واتبع إلى إدارة الأجانب والحدود آنذاك. عام 1979 تم افتتاح مديرية حدود العمري بشكل رسمي بعد أن تم إنشاء مبنى الحدود القديم والذي أجريت عليه بعض أعمال التوسعة والبناء والتطوير والتحديث في مختلف المرافق وبلغت مساحة المركز حوالي 260 دونم.
في عام 2001 تم طرح عطاء من قبل وزارة الأشغال العامة على ارض مساحتها 450 دونم بالجهة الشمالية الشرقية للحدود ويشمل مبنى للجوازات والجمارك ومركز دفاع مدني ومبنى للخدمات وعيادة صحية وإنفاق للسيارات القادمة والمغادرة وتم الانتهاء من المرحلة الأولى ومباشرة العمل بمركز الحدود الجديد اعتبارا من 2005.